# Aleiodes nolophanae
Aleiodes nolophanae är en stekelart som först beskrevs av William Harris Ashmead 1889.  Aleiodes nolophanae ingår i släktet Aleiodes och familjen bracksteklar. Inga underarter finns listade i Catalogue of Life.